# Akihito
Akihito (Japans: 明仁天皇. Akihito-tennō) (Tokio, 23 december 1933) was van 7 januari 1989 tot en met 30 april 2019 de 125e keizer van Japan volgens de traditionele lijst. Hij werd opgevolgd door zijn zoon Naruhito.

## Leven
Akihito is de oudste zoon van de zeven kinderen van de Showa keizer (Hirohito) en keizerin Kojun (Nagako). Toen Tokio in maart 1945 door de Amerikaanse bommenwerpers werd aangevallen, werden Akihito en zijn jongere broer Masahito in veiligheid gebracht buiten Tokio. In juni 1953 vertegenwoordigde Akihito Japan tijdens de kroning van koningin Elizabeth II.

### Verloving en huwelijk
In 1957 leerde hij Michiko Shōda kennen tijdens een tennispartij te Karuizawa in de buurt van Nagano. De twee werden verliefd, maar hun relatie kreeg aanvankelijk weinig steun binnen het keizerlijk hof omdat Shōda een burgermeisje was en in een katholieke familie was opgegroeid. In september 1958 werd Shōda door de keizerlijke familie naar Brussel gestuurd om een internationale conferentie van de alumni van de Congregatie van het Heilig Hart bij te wonen, in de hoop dat de grote afstand de relatie tussen haar en de kroonprins zou bekoelen. Kroonprins Akihito besloot echter om de Belgische Koning Boudewijn te contacteren in de hoop dat die zijn correspondentie bij Shōda zou laten bezorgen. Gezien de gevoelige situatie kon de kroonprins daarvoor immers niet de Japanse ambassade in Brussel inschakelen. De jonge Belgische koning stemde in en werd zo de boodschapper van het liefdespaar. Later heeft de Belgische koning nog bij de Japanse keizerlijke familie bemiddeld ten gunste van de kroonprins.
De verloving van het paar werd korte tijd later uiteindelijk goedgekeurd en op 27 november 1958 officieel aangekondigd. Het huwelijk vond plaats op 10 april 1959, waarna ze drie kinderen kregen:
- prins Naruhito (23 februari 1960), sinds 1 mei 2019 de 126e keizer van Japan
- prins Akishino (30 november 1965)
- prinses Sayako (18 april 1969). Zij trad op 15 november 2005 in het huwelijk en gaf conform de wet haar titel op van prinses. Sindsdien is ze geen officieel lid meer van het Japanse Keizerlijk Huis.

Akihito werd de nieuwe keizer op 7 januari 1989 na het overlijden van Hirohito. Eén dag later begon de Heisei (平成) periode. De officiële kroningsceremonie vond pas plaats op 12 november 1990.
De steun die de keizer destijds had gekregen van de Belgische koning liet een hechte, duurzame band tussen beide ontstaan. Die kon men onder andere bemerken toen Koning Boudewijn in 1992 een officieel bezoek bracht aan Japan. De koning verbleef op de Belgische ambassade in Tokio. Op een gegeven moment brachten het keizerlijk paar en hun dochter prinses Nori een onaangekondigd persoonlijk bezoek aan de Belgische koning. Dit bleek de eerste keer te zijn dat de keizer een bezoek had gebracht aan de ambassade van een andere staat. Het keizerlijk paar was ook aanwezig bij de uitvaart van koning Boudewijn en de keizerin bij de uitvaart van koningin Fabiola

## Diep berouw
Op 16 maart 2011 hield Akihito een (voor een Japanse keizer) uitzonderlijke televisietoespraak. Hij reageerde ermee op de zeebeving die nabij Sendai had plaatsgevonden.

Een andere opmerkelijk gebeurtenis vond plaats op 15 augustus 2015, tijdens de jaarlijkse officiële herdenking van de Japanse capitulatie - 70 jaar eerder aangekondigd door zijn vader, de toenmalige keizer Hirohito. Akihito uitte "diep berouw" over de vele doden die gevallen zijn tijdens de Tweede Wereldoorlog. Het was de eerste keer dat de keizer zich zo uitgesproken verontschuldigde.

## Abdicatie
In juli 2016 kwam het niet officieel bevestigde bericht naar buiten dat Akihito in de komende jaren wilde aftreden. De laatste keer dat een Japanse keizer aftrad was in 1817 geweest, toen keizer Kokaku aftrad ten gunste van zijn 17-jarige zoon Ninko.

Akihito kampte met gezondheidsproblemen; in 2012 werd hij geopereerd vanwege hartproblemen en enkele jaren eerder had hij last van maagbloedingen. In 2009 had hij al besloten om een aantal officiële taken over te dragen aan kroonprins Naruhito. In augustus 2016 gaf de keizer in een toespraak op de televisie aan te willen aftreden. Hij gebruikte het woord 'aftreden' niet, omdat de Japanse grondwet dit niet toeliet. De wet moest eerst worden aangepast, voor Akihito terug kon treden. In juni 2017 stemde het Hogerhuis in met een wet die het aftreden mogelijk maakte. Een week eerder ging het Lagerhuis al akkoord en Akihito kon nu dus aftreden, als eerste keizer in bijna tweehonderd jaar. Op 1 december 2017 werd door de Japanse regering bekendgemaakt dat de keizer op 30 april 2019 zou aftreden. Zijn zoon Naruhito zou hem op 1 mei van datzelfde jaar opvolgen als keizer.
Akihito heeft sinds 1 mei 2019 de aanspreektitel keizer emeritus.

## Vissengeslacht
Net als zijn vader is Akihito een amateur-bioloog. In 2007 is een vissengeslacht naar de keizer genoemd, wegens zijn bijdrage aan het onderzoek naar de Gobiidae.
Zie: Akihito.

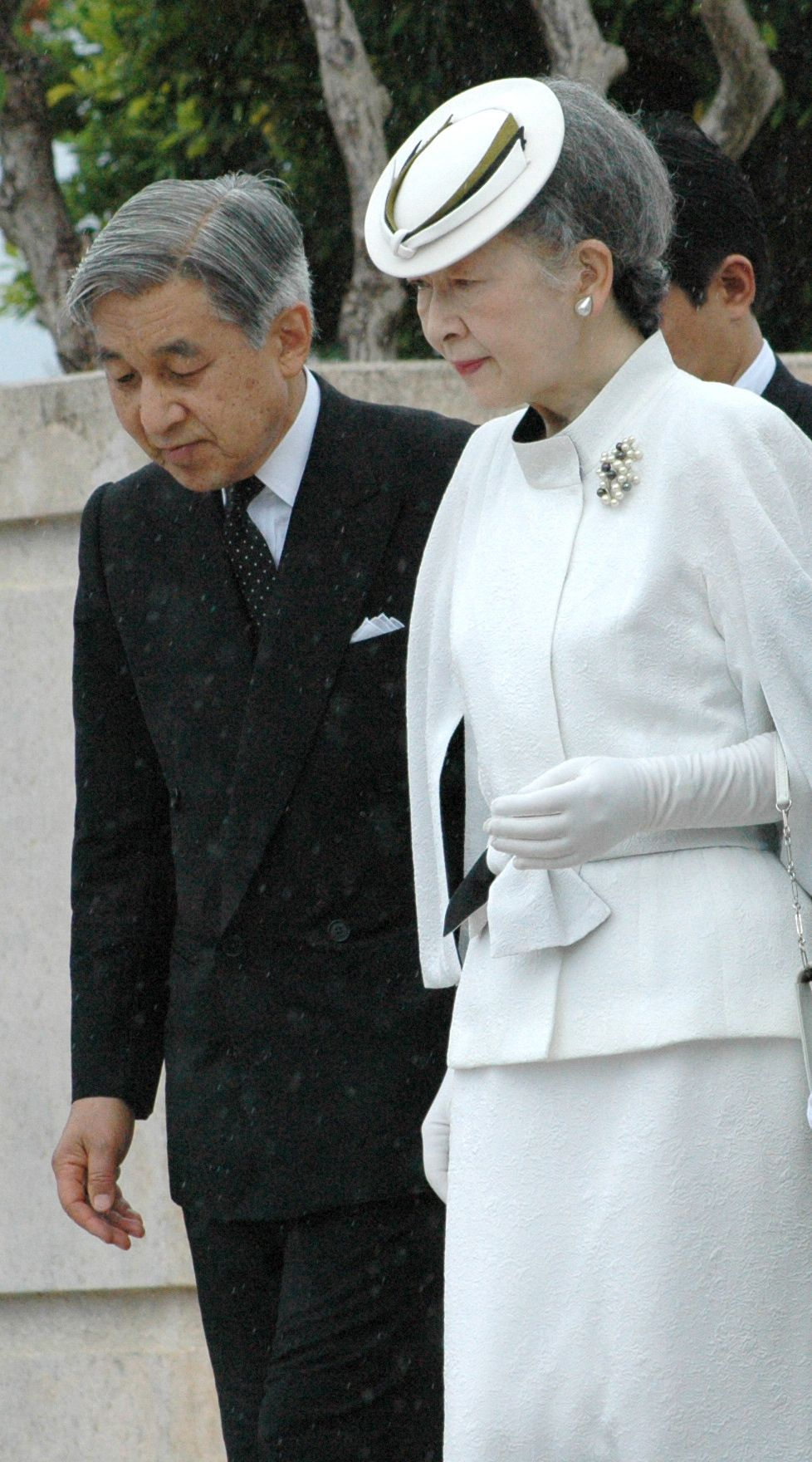
Het keizerlijk paar in 2005